# Чхэкке (Пэкче)
Чхэкке (責稽王; ум. 298) — девятый правитель раннесредневекового корейского государства Пэкче.

## Происхождение
Старший сын 8-го вана Кои. Стал ваном после смерти отца в 286 году. Самгук саги отмечает, что «его рост был высоким и величественным, и он был энергичным и героическим».

## Правление
Его жена, Поква, была дочерью губернатора Дайфана Гунсуня Кана. Этот брачный союз способствовал трениям между северокорейским государством Когурё и Пэкче, после того как Когурё напал на Дайфан в 286 году, и Чхэкке послал войска на помощь Дайфану. Чхэкке укрепил Виресон, горную крепость Ачха и Са, чтобы защитить долину реки Хан от ожидаемого возмездия.
В 298 году Чхэкке был убит при нападении Лолана и Йемэка на Пэкче.

## Семья
- Отец: Кои
- Мать: неизвестна
  - Жена: Поква (寶菓), дочь Гунсуня Кана[англ.]
    - Старший сын: Пунсо (汾西王, ум. 304) — 10-й ван Пэкче, до становления правителем был известен как Пуё Пунсо (扶餘汾西).